# Adadsumusur
Adadsumusur (in accadico: Adad-shum-usur, "Adad protegge il mio nome"; fl. XIII secolo a.C.) fu un re cassita di Babilonia dal 1226 al 1197 a.C..
Sotto il suo regno Babilonia riconquistò l'indipendenza sia dall'Elam sia dall'Assiria e ridivenne la potenza dominante in Mesopotamia.